# Entertainment Services and Technology Association
La ESTA es un acrónimo de (The Entertainment Services & Technology Association) es una asociación comercial sin fines de lucro que representa a la industria tecnológica del entretenimiento y se dedica a promover el profesionalismo y crecimiento dentro de la misma.
Provee también de un fórum en donde las partes interesadas pueden intercambiar ideas e información, crear estándares y recomendar ciertas prácticas, y afrontar problemas en términos de entrenamiento y certificación.
Los miembros de ESTA proveen de una gran variedad de productos y servicios a la industria, los cuales abarcan desde grandes corporaciones hasta diseñadores individuales. Sus miembros incluyen a distribuidores, fabricantes, compañías en el ramo de servicio y producción, diseñadores y consultadores.
ESTA se encarga en estos momentos de la revisión del protocolo DMX (Digital MultipleX) así como del desarrollo del nuevo protocolo ACN (Advanced Control Network), siendo ambos protocolos de comunicaciones usados para controlar la iluminación de escenarios y efectos especiales.